# Wangunharja (Lembang)
Wangunharja is een bestuurslaag in het regentschap Bandung Barat van de provincie West-Java, Indonesië. Wangunharja telt 7412 inwoners (volkstelling 2010).